# Північне (Чернігівський район)
Північне — колишнє селище в Україні, Чернігівському районі Чернігівської області. Підпорядковувалось Мньовській сільській раді.
Розташовувалося за 6 км на північ від Мньова, на висоті 114 м над рівнем моря.
Складалося з однієї вулиці довжиною бл.300 м.
Виникло не раніше 1930-40-х років.
1983 року у селищі мешкало 30 осіб. Після аварії на ЧАЕС зазнало радіаційного забруднення та було віднесене до зони гарантованого добровільного відселення. 
26 червня 2001 року Чернігівська обласна рада зняла село з обліку.